# Den schweiziske Robinson
Den schweiziske Robinson är en roman av schweizaren Johann David Wyss, publicerad första gången 1812. Boken handlar om en schweizisk familj som strandar på en öde ö i Ostindien på väg till Port Jackson i Australien.
På den öde ön uppfinner de de nödvändigheter som behövs för att leva ett gott liv, och visar otrolig handlingskraft för att utveckla öns naturliga resurser i kombination med en mängd föremål de tar med sig från det strandade skeppet.
Boken skrevs av den schweiziske pastorn Johann David Wyss, och redigerades av hans son Johann Rudolf Wyss. Boken skrevs för att lära pastorns fyra söner vikten av familjevärden och goda egenskaper som man i ett äktenskap.
Boken är, som namnet säger, inspirerad av Daniel Defoes roman Robinson Crusoe. Den är ytterligare en i raden av robinsonader.